# 赫連達
赫連達（？—573年），字朔周，西魏、北周盛乐（今内蒙古和林格尔）匈奴族，赫連勃勃後裔。
魏孝文帝時，改姓为杜姓。西魏时赫連達时奉诏改回赫連姓。开始随贺拔岳征战，贺拔岳死后，他赞成赵贵的建议迎立宇文泰，他自请迎接宇文泰。竭诚侍奉宇文泰，作战有功。居官能遵法度、慎于刑罚，周武帝保定初年，官至大将军、夏州总管。他廉洁有善抚边民。封乐川郡公。建德二年（573年），赫连达卒。子赫連遷嗣，官至大将軍、蒲州刺史。

## 传記資料
- 《周書》卷27 列傳第19
- 《北史》卷65 列傳第53

## 外部連結
[在维基数据编辑]
 《周書·卷27》，出自令狐德棻《周書》
 《北史·卷065》，出自李延壽《北史》